# Estado confesional

Estados cuya religión oficial es el cristianismo
Estados cuya religión oficial es el islam
Estados cuya religión oficial es el budismo
Estados laicos sin religión oficial

El Estado confesional es el que se adhiere a una religión específica, llamada religión oficial, iglesia estatal o Iglesia Establecida. Esta situación puede ser simplemente resultado de los usos y costumbres o tradición, o reflejarse en su legislación, especialmente en la Constitución del país.
El hecho de que el Estado reconozca una religión oficial, no significa que no se permita practicar con libertad otras religiones, bien públicamente o bien restringidas al ámbito privado. Esa situación es la de tolerancia religiosa o intolerancia, respectivamente.

## Historia
Antes de la Edad Contemporánea, la situación de confesionalidad del Estado era la condición natural de cualquier sistema político. En el Imperio romano, el culto al emperador fue una forma de conciliar el politeísmo incluyente de todo tipo de religiones con la unidad política, y lo que convirtió al cristianismo (de hecho a cualquier monoteísmo que no aceptase el culto imperial) en una religión disolvente y por lo tanto perseguida. El Edicto de Milán de Constantino (que otorgaba una especie de libertad religiosa) y el posterior edicto de Tesalónica de Teodosio convirtieron al cristianismo en la religión oficial del Imperio y establecieron el Papado y la Iglesia como instituciones paralelas al propio Estado. La desaparición del Imperio romano de Occidente abrió la Edad Media, que supuso una separación de hecho del cristianismo occidental (católico) y oriental (ortodoxo), que se hizo oficial con el Cisma de Oriente (1054). Mientras que en el Imperio bizantino la figura del emperador se impone sobre la Iglesia (cesaropapismo, iconoclasia), en la Europa Occidental el dominium mundi es más disputado por la teocracia (agustinismo político, teoría de las dos espadas, querella de las investiduras).
El concepto de religiones estatales se conocía hace mucho tiempo como los imperios de Egipto y Sumer, cuando cada estado o pueblo de la ciudad tenía su propio dios o dioses. Muchos de los primeros gobernantes sumerios eran sacerdotes de su dios patrón de la ciudad. Algunos de los primeros reyes semi-mitológicos pueden haber pasado al panteón, como Dumuzid , y algunos reyes posteriores llegaron a ser vistos como divinos poco después de sus reinados, como Sargón el Grande de Akkad . Uno de los primeros gobernantes en ser proclamado dios durante su reinado real fue Gudea de Lagash, seguido por algunos reyes posteriores de Ur , como Shulgi.. A menudo, la religión del estado era parte integral de la base de poder del gobierno reinante, como en Egipto, donde los faraones eran considerados encarnaciones del dios Horus.
Las monarquías del Antiguo Régimen supusieron un control sobre sus iglesias católicas nacionales, mientras que la Reforma luterana establece iglesias nacionales en los países del norte de Europa. El principio de la cuius regio eius religio (propuesto en la Dieta de Augsburgo que discutía la Confesión de Augsburgo, y definitivamente impuesto en la Paz de Augsburgo) impone que la religión del príncipe, será la religión de los súbditos de su territorio. Se impondrá en una era de guerras de religión que acabará con el tratado de Westfalia. Entre los escasos lugares de Europa que mantienen la tolerancia religiosa (aunque se mantengan como Estados confesionales) se destacan los Países Bajos y la República de Venecia, y parcialmente el Imperio otomano.
El primer Estado que proclamó su independencia de las religiones fue Estados Unidos, influido por la ideología de la Ilustración francesa, aunque en el articulado de su Constitución se hace referencia inherente e implícitamente al cristianismo, con referencia directa a Jesucristo (nuestro Señor). Más bien, lo que la Constitución de EE. UU. determina, es que ninguna de las diversas religiones cristianas tendrá preponderancia sobre las demás, como ocurría con la confesión anglicana antes de la independencia, pero asumiendo que EE. UU es un país cristiano. La Revolución francesa, que en algún momento intentó instaurar un culto descristianizado a la diosa Razón, fue reconducida por Napoleón a un Concordato con el papa (rey de Roma y cabeza de la Iglesia católica). No será hasta la III República Francesa que Francia, la fille aînée de l’Église (‘hija mayor de la Iglesia’) y sede de los Reyes Cristianísimos, incorporase a sus señas de identidad el laicismo y la separación Iglesia-Estado.

### Iglesia Establecida
Algunos países europeos mantienen en la actualidad vínculos especiales con su religión tradicional, especialmente Inglaterra ―cuyo rey sigue siendo la cabeza de la Iglesia de Inglaterra― y ostenta el título de Defensor Fidei (defensor de la fe) que logró Enrique VIII.
La Iglesia establecida o el Establecimiento, (en inglés Establishment) se utiliza con mayor frecuencia en los países del Reino Unido como son Inglaterra, Escocia e Irlanda (hasta 1869). La Iglesia católica en Inglaterra se consideraba antes de la reforma protestante como la Iglesia establecida por el pueblo. Después de la Reforma, fue a la inversa; la Iglesia fue establecida e impuesta por el estado y la ley al pueblo.
El término “establecida por la ley" (by law established) aplicado a la Iglesia de Inglaterra, aparece por primera vez en los cánones de la convocatoria de 1604, que declara que la Iglesia de Inglaterra establecida por la ley bajo la majestad del rey, es una iglesia verdadera y apostólica. Pertenece a la Corona la jurisdicción eclesiástica y espiritual suprema, así como la nominación efectiva de arzobispos, obispos y demás cargos eclesiásticos.
Los países musulmanes, donde la identificación de la comunidad política y religiosa (Umma) es muy fuerte, sufrieron procesos de algún modo similares: en el caso de Turquía, la conversión en una república laica con Mustafa Kemal Atatürk, y en Siria, Irak o Egipto con la ideología árabe-socialista del movimiento Baaz . El caso de Irán bajo el sah Reza Pahlavi es algo distinto y precipitó el resurgimiento del fundamentalismo islámico (República islámica del ayatolá Jomeini), que desde los años ochenta se está imponiendo con distintas variantes (salafismo suní de las monarquías árabes), aunque siempre en el sentido de conseguir una vida pública sometida a las normas religiosas (sharia o código legal islámico).
En los países asiáticos no islámicos, las situaciones son tan distintas como sus sistemas políticos: Estados oficialmente ateos como China, situaciones como Japón, cuya familia imperial sigue manteniendo funciones religiosas, o India, cuya independencia se hizo en un ambiente de luchas religioso-étnicas entre musulmanes e hinduistas que forzaron la separación de Pakistán y Bangladés (que el Partido del Congreso de Gandhi, Nehru e Indira Gandhi quisieron evitar). En la actualidad hay un fuerte movimiento que propugna la hinduización del Estado indio.

## Casos de Estados confesionales

### Estados cristianos

#### Armenia
Armenia tiene su propia iglesia, la Iglesia apostólica armenia; fundada en el siglo I, es la iglesia nacional más antigua del mundo, ya que en el año 301 se convirtió en la primera rama del cristianismo en convertirse en una religión de Estado.

#### Ciudad del Vaticano
El Estado de la Ciudad del Vaticano es, por definición, oficialmente una monarquía católica bajo soberanía de la Santa Sede, siendo gobernada por el papa. También se le puede considerar estado teocrático.

#### Costa Rica
La Constitución de la República de Costa Rica establece que:

La Religión católica apostólica romana es la del Estado, el cual contribuye a su mantenimiento, sin impedir el libre ejercicio en la República de otros cultos que no se opongan a la moral universal ni a las buenas costumbres.
Artículo 75 de la Constitución Nacional

En la actualidad está vigente una ley que permite donaciones de empresas a la Iglesia para la reparación y mantenimiento de templos, pero algunos sectores de la sociedad costarricense abogan por la abolición del Estado confesional, argumentando que Costa Rica es un país occidental en desarrollo, por lo que consideran que si esta nación mantuviera una confesionalidad religiosa, sería contradictorio con la pluralidad de creencias.
El principal argumento de los críticos es que, según una encuesta de la Universidad de Costa Rica, el número de católicos no practicantes creció del 13% en 1988 al 27% en 2006 y la cantidad de personas que se declaran sin religión subió al 9% en 2006 en relación con el 3% de 1988, lo que, afirman, demuestra un cambio en las creencias de una nación tradicionalmente católica en la que menos de la mitad de sus ciudadanos practican hoy ese credo religioso. El Movimiento laico de Costa Rica promueve que el país se convierta en un Estado laico, ya que hubo debates entre diputados y ministros para modificar el artículo 75 ―tal como ha ocurrido en otros países latinoamericanos― y contando con el apoyo de los presidentes Óscar Arias Sánchez y Laura Chinchilla Miranda, o no,apoyado por grupos como la Conferencia Episcopal de Costa Rica y diputados evangélicos.
Según una encuesta de 2013 el 47 % de la población preferiría vivir en un Estado laico, mientras que quienes defienden el Estado confesional han disminuido, pasando del 27 % (octubre de 2011) a un 23 %. Sectores de la sociedad costarricense abogan por la abolición del Estado confesional. En 2019 el Partido Unidad Social Cristiana (PUSC) presentó una reforma al artículo 75 y 194 de la Constitución Política, para así establecer el estado laico en Costa Rica. El Movimiento laico de Costa Rica promueve que el país se convierta en un Estado laico. Hacia 2018 el catolicismo alcanzaba el porcentaje más bajo en cualquier medición hecha en la historia del país: un 52%, mientras que se declaró evangélico el 22%, y ateo un 17 por ciento

#### Dinamarca
La Iglesia Evangélica Luterana de Dinamarca es la iglesia estatal de Dinamarca. El parlamento danés es la autoridad legislativa de la iglesia, aunque sus miembros son libres de practicar. El ministro de Asuntos Eclesiásticos, desde 2021 Ane Halsboe-Jørgensen, es la máxima autoridad administrativa, mientras que el Rey Federico X es la cabeza de la Iglesia Danesa.

#### Escocia
La Iglesia de Escocia de confesión presbiteriana, es la oficial de Escocia. También es conocida de manera informal por su nombre en escocés: The Kirk. Su lema es «Nec tamen consumebatur»: Aun así no se consumía (Éxodo 3,2).
La Iglesia de Escocia se compromete a hacer que la religión se extienda por todo el territorio escocés. En la práctica, esto implica su presencia en todas las comunidades de Escocia y su esfuerzo por mantenerla. No solo presta sus servicios a sus miembros, sino a todos los escoceses (la mayoría de los funerales en Escocia son celebrados por sus pastores).

#### Inglaterra
En Inglaterra la religión oficial es el anglicanismo institucionalizado por la Iglesia de Inglaterra, debido a que el rey de Inglaterra es a su vez jefe supremo de la iglesia, pero no se aplica al resto de los territorios pertenecientes al Reino Unido.

#### Islandia
A mediados del siglo XVI, Cristián III de Dinamarca comenzó a imponer el luteranismo a todos sus súbditos. Desde que el último obispo católico del país en ese entonces, Jón Arason, fue decapitado en 1550 junto con dos de sus hijos, no hubo misioneros católicos hasta que regresaron a Islandia en 1857. Posteriormente, el país se convirtió casi totalmente al luteranismo, que desde entonces es la confesión dominante.

##### Liechtenstein
Oficialmente católico.

#### Malta
El catolicismo es la religión oficial en Malta debido a su vinculación con la tradicional Orden de Malta, la cual protegió la isla del ataque de los otomanos.

#### Mónaco
El Principado de Mónaco es oficialmente católico. Su artículo primero declara:
Según el Artículo 9, la religión católica, apostólica y romana es la religión del estado.

#### Zambia
En el preámbulo de su constitución, Zambia declara que es una nación cristiana  

### Estados islámicos
No confundir con el grupo terrorista yihadista Estado Islámico.

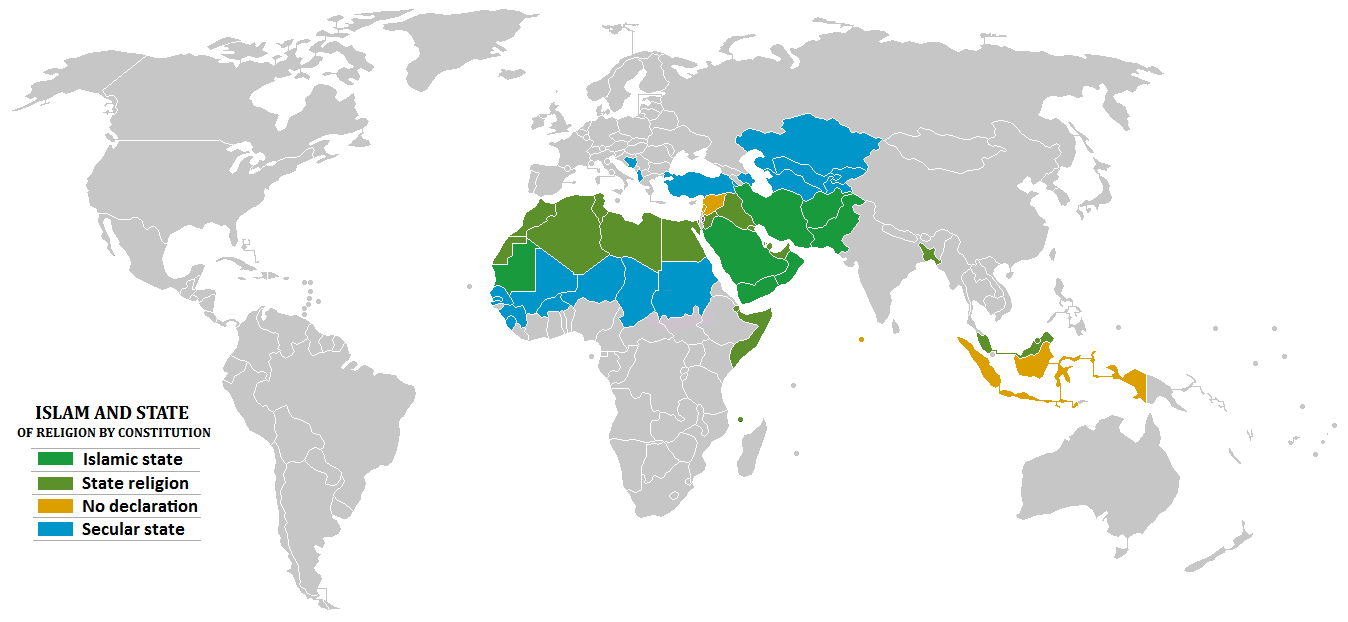
Países con mayoría musulmana y separación iglesia-estado:
Estados islámicos
El islam es la religión del estado
Estados laicos
Otros países

El término Estado islámico se refiere a los Estados que han adoptado el islam, específicamente la Sharia (ley musulmana), como la fundamentación ideológica para sus instituciones políticas. Los ejemplos incluyen:
- Un Califato en el islam sunita[cita requerida]
- Una República islámica, un término general para muchas naciones estado que oficialmente tienen un sistema republicano y adoptan el islam como la religión del Estado.

#### Mauritania
Mauritania se autodenomina como república islámica en su Constitución, siendo uno de los requisitos para acceder a la ciudadanía del país el ser musulmán. El Islam constituye la principal religión es el islam suní, al que se adscribe un 99,1 % de la población.

#### Afganistán
La cultura de Afganistán ha recibido una enorme influencia del islam, pero también en menor medida por el budismo y el zoroastrismo. El país ha sido un cruce de caminos a lo largo de la historia para la India, Irán y Asia Central, lo cual ha repercutido sobre su civilización.

#### Pakistán
La religión del Estado en Pakistán es el Islam, que es practicado por el 96,28 % de la población. Religiones con presencia en el país son el hinduismo con 1,85 %; el cristianismo con 1,59 %; los ahmadis con 0,22 %; y otras religiones con 0,07 %. Se estima en un 1 % de la población quienes no siguen religión alguna.

#### Yemen
La religión del Estado en Yemen es el Islam, 99,9 % (suníes, 53 %; chiíes, 46,9 %).

#### Omán
La religión predominante es el islam, en su forma ibadí (forma esta que, de entre todas las naciones islámicas, únicamente es dominante en el Sultanato de Omán y que se encuentra en la rama del jariyismo), existiendo una importante colonia suní en Dhofar.

#### Reino de Marruecos
Aunque oficialmente Marruecos se define como una monarquía constitucional y se han producido significativos avances hacia una mayor separación de poderes, con la  aprobación de una reforma constitucional en 2011, el rey marroquí sigue concentrando atributos políticos y religiosos, siendo el máximo líder espiritual del país, mientras que el Estado se define como islámico.

### Estados judíos

#### Israel
Debido a que Israel fue fundado por el movimiento sionista como un Estado judío, y el judaísmo puede ser considerado tanto una religión como una nacionalidad, Israel puede tener la apariencia de los principios rectores de su gobierno teocrático o confesional.

Al difuminarse la distinción entre nacionalidad y religión, los israelíes se encuentran con frecuencia residiendo en un Estado teocrático, y en muchos aspectos parece que Israel encaja en el molde de un Estado sagrado.
Mitchell Bard

De hecho, el escritor israelí Gideon Levy en Haaretz opina que el país es una "semiteocracia", agregando que "Entre Estocolmo y Teherán, el Israel de 2009, con sus muchas atribuciones religiosas, está más cerca de Teherán", para concluir que "Vamos a admitir que vivimos en un país con muchos atributos religiosos y halájicos. Debemos quitarnos el disfraz laicista con el que nos hemos envuelto".
Aunque los ciudadanos israelíes tienen diversas religiones, el país solo garantiza ciudadanía inmediata para los que practican el judaísmo. No existen el casamiento civil ni el divorcio, tampoco existen los funerales laicos. La ley y los preceptos fundamentales del estado israelí están basados en la Halajá. Se destaca la ausencia de transporte público los sábados, la observancia obligatoria de la kashrut, las leyes judaicas de alimentación en todas las instituciones públicas.
En Israel no existe el matrimonio civil dentro del territorio y el único matrimonio reconocido es el religioso, siendo reconocido el de algunas religiones. En julio de 2011 la Kneset rechazó una propuesta para legalizar el matrimonio civil por 40 votos en contra y 17 a favor.
Otros, en cambio, argumentan que no por tener algunas regulaciones en lo religioso hacen de Israel un Estado teocrático o confesional. Emanuel Gutman sostiene que:

Los órganos del Gobierno y el Estado de Israel no derivan su autoridad legal de la religión o la iglesia, ni su legitimación de cualquier fuente divina. No puede afirmarse con alguna apariencia de realismo que el Estado y la Religión son socios iguales en el gobierno del Estado. De hecho, todas las facultades legales de las instituciones religiosas y los órganos son en última instancia que les atribuya por el Estado.

En 2014 el ministro de justicia Yaakov Neeman, comentó que se estaba estudiando aplicar la ley de la Torá como doctrina jurídica, donde Israel debería ser gobernado bajo la ley de la religión judía, la Halajá. También se declaró obligatoria la observancia de la kashrut (las leyes judaicas de alimentación) en todas las instituciones públicas y a todos los funcionarios, incluso se declaró que en escuelas públicas y para niños de otras religiones fuese obligatoria. El 19 de julio de 2018 el parlamento israelí aprobó una ley fundamental que proclama el irrevocable y único carácter judío del Estado No existen el casamiento civil ni el divorcio, tampoco existen los funerales laicos. La ley y los preceptos fundamentales del estado israelí están basados en la Halajá. Se destaca la ausencia de transporte público los sábados, la observancia obligatoria de la kashrut (las leyes judaicas de alimentación) en todas las instituciones públicas.

### Teocracias
Una teocracia ―‘gobierno divino’, del griego θεοσ (theos, /zeós/, ‘Zeus, dios’), y κράτοσ (krátos, ‘gobierno’)― es una forma de gobierno en la que los jefes gubernamentales coinciden con los líderes de la religión dominante, y las políticas de gobierno son idénticas o están muy influidas por los principios de la religión dominante. Normalmente el gobierno afirma gobernar «en nombre de Dios o de una fuerza superior», tal como especifica la religión local.
El Diccionario de la lengua española de la Real Academia Española define la teocracia como el ‘gobierno ejercido directamente por Dios’, y en una segunda acepción (aunque erróneamente debido al significado etimológico de la palabra), como una ‘sociedad en que la autoridad política, considerada emanada de Dios, se ejerce por sus ministros’.
La utilización más antigua registrada del término “teocracia” se encuentra en Josefo, quien aparentemente la acuña al explicar a los lectores gentiles la organización de la comunidad judía de su época. Al contraponer esta con otras formas de gobierno ―monarquías, oligarquías y repúblicas― añade:

Nuestro legislador Moisés no tuvo en cuenta ninguna de estas formas, sino que ordenó nuestro gobierno a lo que, con expresión forzada, podría llamarse una teocracia, al atribuir el poder y la autoridad a Dios, y persuadir a todo el pueblo de que lo tuviera en cuenta como autor de todas las cosas buenas.
Flavio Josefo (Contra Apión, libro 2, 16).

Ejemplos de teocracias actuales son las siguientes:

#### Irán
En Irán, se estableció tras la Revolución islámica una república islámica con una constitución de corte islámico y unos órganos de gobierno que deben velar por el cumplimiento de principios religiosos, aunque tanto el consejo de ministros junto con su presidencia como la representación en la Asamblea Consultiva Islámica, la gestión de los consejos municipales y el organismo encargado de supervisar la acción del jefe del estado, corren a cargo de cargos electos por sufragio universal. Un Consejo de Guardianes compuesto por seis alfaquíes designados por el Líder Supremo y seis juristas nominados por el poder judicial y sometidos a la aprobación de la asamblea aprueba o veta las candidaturas que optan a cualquier puesto de elección popular. El elemento islámico del ordenamiento jurídico iraní se inspira en el libro del ayatolá Jomeini Velayat-e faqih (en persa, «tutela de los alfaquíes»), publicado en 1970, y probablemente el más influyente documento escrito en los tiempos modernos en favor de la teocracia.[cita requerida]

#### Arabia Saudí
En Arabia Saudí, la monarquía se declara como defensora del islamismo, con el Corán como constitución y la Sharia (ley islámica) como ley.

#### Ciudad del Vaticano
El gobierno de la Ciudad del Vaticano, el cual es ejercido por el Papa directamente, siendo este gobernante político del Estado vaticano y, a la vez, sumo pontífice de la Iglesia católica.

#### Monte Athos
La religión oficial del Monte Athos, es la ortodoxa. La jurisdicción espiritual recae en el Patriarca Ecuménico de Constantinopla y el gobierno, en la Comunidad Sagrada (Iera Koinotita). El representante de la Supervisión Sagrada (Iera Epistasia), un comité de cuatro monjes (Epistates) elegidos de entre los 20 monasterios, siguiendo un periodo de un año, comenzando éste en junio. El líder de la Supervisión Sagrada es llamado Protos (en honor a un monje que tuvo este título) (protos en griego significa principal, el primero), procediendo este de alguno de los cinco primeros monasterios de la jerarquía que ordena los 20 monasterios del Monte Athos.

#### Orden de Malta
El catolicismo es la religión oficial de la Orden de Malta. La relación de la Orden con la Santa Sede está definida por la sentencia del Tribunal Cardenalicio instituido por Pío XII, La soberana Orden militar del 10 de diciembre de 1951. En ese documento también se reconocen las características jurídicas de la Orden, sus fines y su manera de actuar.

## Lista de países confesionales
Listado completo de Estados oficialmente confesionales.

### África
- Argelia (Religión islámica)[30] [31]
- Egipto (Religión islámica)[32][33]
- Libia (Religión islámica)
- Mauritania (Religión islámica)[cita requerida]
- Marruecos (Religión islámica)
- Somalia (Religión islámica)[34]
- Túnez (Religión islámica)
- Zambia (Religión cristiana)

### América
- Costa Rica (Religión católica)[35]
- Dinamarca
  -  Groenlandia (Religión protestante luterana)[36]

### Asia
- Afganistán (Religión islámica)
- Arabia Saudí (Religión islámica)
- Armenia (Religión cristiana apostólica armenia)
- Bangladés (Religión islámica)
- Baréin (Religión islámica)
- Brunéi[37] (Religión islámica)
- Camboya (Religión budista)[38]
- Catar[39] (Religión islámica)
- Emiratos Árabes Unidos (Religión islámica)
- Irak[40] (Religión islámica)
- Irán[41] (Religión islámica)
- Jordania

 (Religión islámica)
- Kuwait[44] (Religión islámica)
- Maldivas (Religión islámica)
- Malasia (Religión islámica)
- Omán (Religión islámica)
- Pakistán[45] (Religión islámica)
- Siria (Religión islámica)
- Tailandia (Religión budista)
- Yemen (Religión islámica)

### Europa

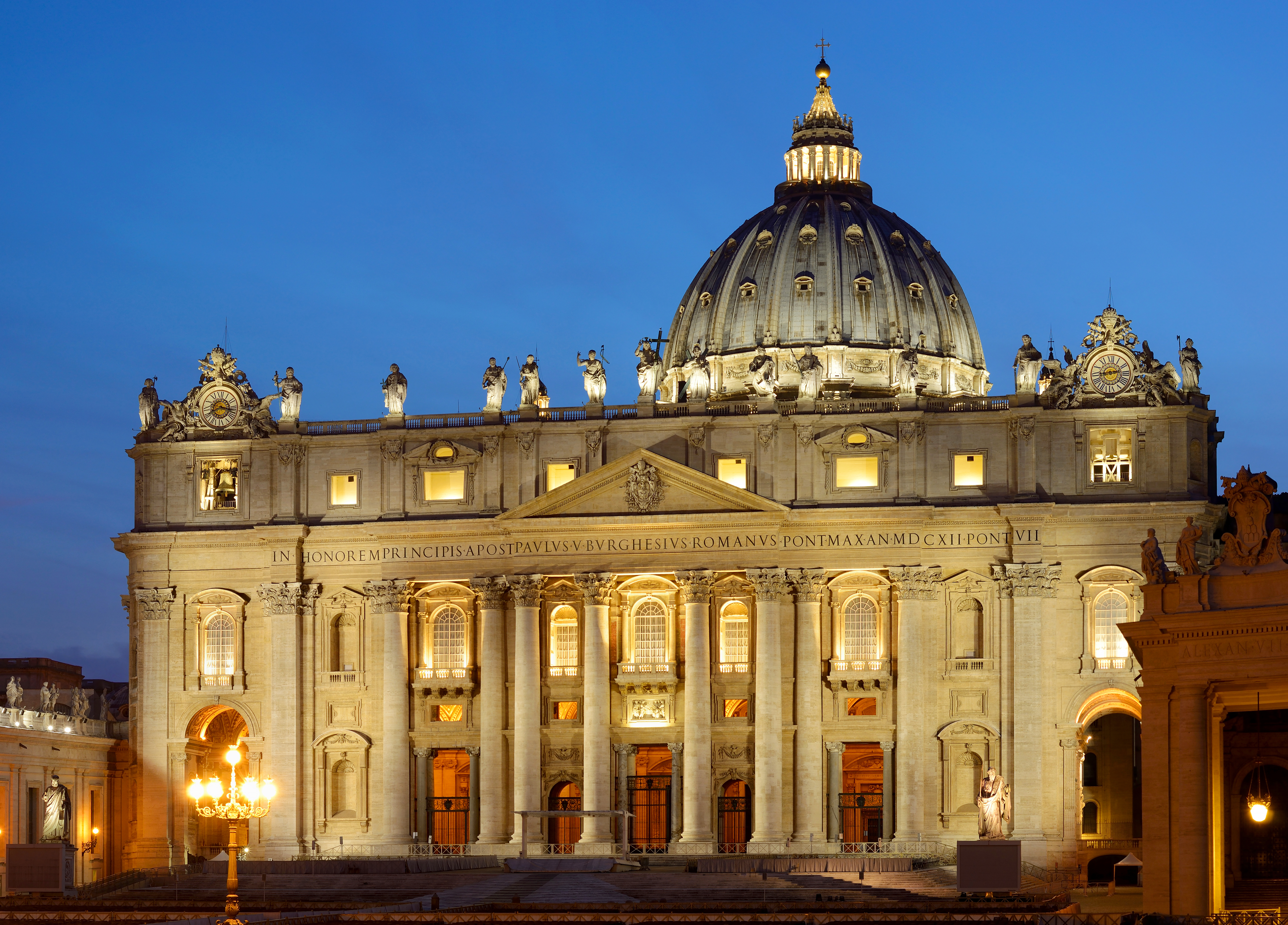
La Basílica de San Pedro en el Vaticano, es la sede de la Iglesia Católica, que es la religión oficial del Estado de la Santa Sede.

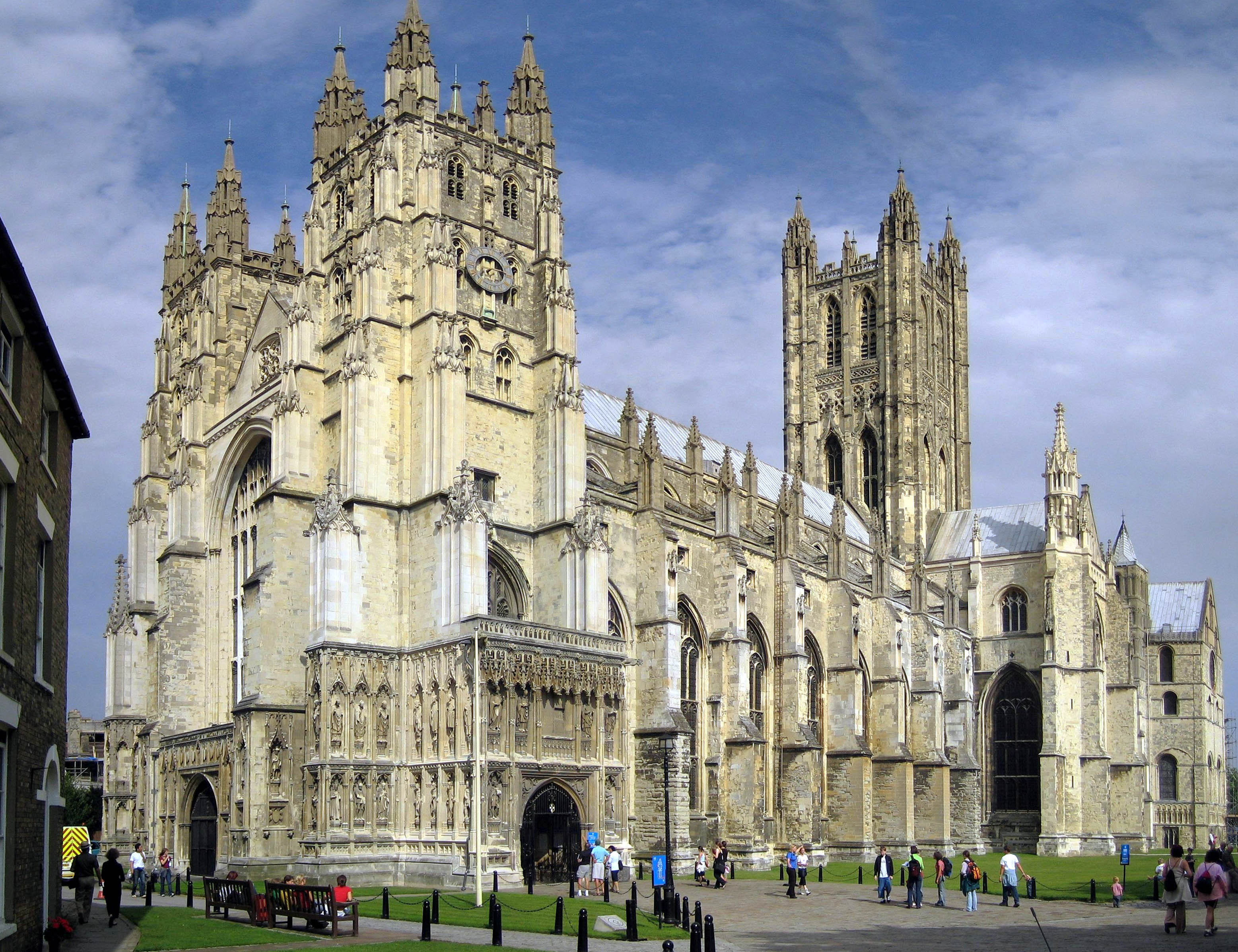
La Catedral de Canterbury en Inglaterra, Reino Unido. Donde el Anglicanismo, es una de las religiones oficiales en este País Constituyente.

- Dinamarca (Religión protestante luterana)[46]
- Georgia
- Grecia
  -  Monte Athos (Religión ortodoxa)
- Islandia (Religión protestante luterana)[47]
- Malta, artículo 2 de la Constitución. (Religión católica)[48]
- Mónaco (Religión católica)[18]
- Reino Unido
  -  Bailía de Guernsey (Religión anglicana)
  -  Escocia (Religión protestante presbiteriana)
  -  Inglaterra (Religión anglicana)
  -  Isla de Man (Religión anglicana)
  -  Jersey (Religión anglicana)
- Ciudad del Vaticano (Religión católica)
- Liechtenstein (Religión católica)

## Estado multiconfesional
El Estado multiconfesional o multireligioso es aquel en donde se reconocen unas religiones (dos o más -varias-) como estatales u oficiales, otorgandoseles privilegios de derechos como apoyo y/o financiamiento público (gubernamental), en menoscabo de todas las demás religiones que hacen presencia en su territorio, así exista tolerancia religiosa.

## Casos ambiguos

#### Andorra
A pesar de que no hay ninguna religión oficial en Andorra, la Constitución hace una mención explícita de la Iglesia católica, a la cual garantiza el ejercicio libre y público de sus actividades y el mantenimiento de las relaciones de colaboración especial con el Estado, de acuerdo con la tradición andorrana, aunque también establece la libertad religiosa. Nótese también que uno de los copríncipes del Principado es el obispo católico de la Seo de Urgel, y que la celebración religiosa del 8 de septiembre, de la Virgen de Meritxell es la fiesta nacional.

#### Argentina
La Constitución Nacional argentina actualmente vigente reconoce desde su primera redacción en 1853 la libertad de culto y el reconocimiento de la religión como derecho desarrollado en su preámbulo y artículos dogmáticos.
Los artículos que refieren a asuntos religiosos son los siguientes:

Artículo 2.º: el Gobierno federal sostiene el culto católico apostólico romano.

El preámbulo indica «invocando la protección de Dios, fuente de toda razón y justicia»
Desde 1991, en los censos no se pregunta sobre afiliación religiosa por ser considerado una invasión a la vida íntima. Según datos del Conicet, del año 2008 el 76,5% de la población argentina se autodefine como católica.
Es una de las principales declaraciones de la constitución que afirma que el estado apoyaba económicamente al culto católico apostólico romano. No obstante no obliga a nadie a ser católico, si bien antes lo era para ser presidente de la nación. Esto se suprimió en la reforma de 1994.

Artículo 14. Todos los habitantes de la Nación gozan de los siguientes derechos conforme a las leyes que reglamenten su ejercicio; a saber: de trabajar y ejercer toda industria lícita; de navegar y comerciar; de peticionar a las autoridades; de entrar, permanecer, transitar y salir del territorio argentino; de publicar sus ideas por la prensa sin censura previa; de usar y disponer de su propiedad; de asociarse con fines útiles; de profesar libremente su culto; de enseñar y aprender.

Este artículo enumera derechos de los habitantes de la Nación, entre ellos expresamente el de profesar libremente su culto, lo que significa que todo habitante argentino posee derecho a manifestar y llevar a cabo su creencia en cuestión. No obstante el artículo aclara conforme a leyes que reglamenten su ejercicio, es decir que éste y los demás derechos anunciados deben reglamentarse por leyes, no deben contradecir otros derechos y la misma constitución.

#### España
Concretamente en España, la religión oficial había sido el catolicismo desde los primeros siglos de la Edad Media (a partir de la conversión de Recaredo en el año 589). Durante ese periodo, aun siendo la religión un motivo de discriminación legal y división y enfrentamientos sociales (aparte de los militares), existía tolerancia religiosa en mayor o menor grado. Con el reinado de los Reyes Católicos y sus sucesores los Habsburgo en lo que se denominaba la Monarquía católica, comenzó un periodo de búsqueda del «máximo religioso» que supuso la expulsión de los judíos de España (1492), la expulsión de los moriscos (1609) y la persecución de los protestantes. La estrecha identificación de la Iglesia con la Monarquía explica el papel de instituciones como la Inquisición, el patronato regio o las Bulas Alejandrinas que justificaron la conquista y evangelización de América. España se destacó por su «defensa de la fe católica» en los campos de batalla de las guerras religiosas del siglo XVI y en la política exterior. La intervención de teólogos españoles en el Concilio de Trento para la adopción de una postura intransigente fue tan notable que Marcelino Menéndez Pelayo definió España como «luz de Trento, martillo de herejes». La exclusión de todos los cultos no católicos en España era conocida como «unidad católica».
Aun así, eso no limitaba la existencia de fortísimos conflictos, como el que suscitaba el fuero eclesiástico y los intentos de control por parte del Estado (regalismo). Algunos conflictos notables fueron el del arzobispo Bartolomé Carranza o, durante el ilustrado reinado de Carlos III, la Expulsión de la Compañía de Jesús (1767) o el proceso de Olavide.
La constitución de Cádiz de 1812 proclamaba que la religión no solo del Estado, sino de la Nación misma «es y será siempre la católica, apostólica y romana, única verdadera». La tolerancia religiosa que acompañó al Régimen Liberal permitió el comienzo de la actividad de propagandistas protestantes como George Borrow. Simultáneamente se hizo cada vez más evidente un proceso de descristianización, fortalecida por el apoyo del clero al bando absolutista durante la Guerra Carlista, y que explica la quema de conventos de 1835.
El poder económico del clero se redujo con la desamortización. Las relaciones oficiales con la Iglesia se recuperaron con el concordato, por el que el Estado se comprometió a mantener económicamente a los eclesiásticos con fondos públicos. La camarilla de Isabel II fue llamada «la corte de los milagros» (Sor Patrocinio, llamada la «monja de las llagas», y el padre Antonio María Claret, dieron origen a una novela de Valle Inclán). La alternancia de progresistas y moderados iba dando el pulso de una mayor o menor aproximación a la Iglesia, siendo el momento más alejado el Sexenio Revolucionario (1868-1874), y el más próximo la Restauración borbónica, en que se expulsó de la universidad a los que no se ajustaran a la ortodoxia religiosa (por ejemplo, a Francisco Giner de los Ríos, que se vio forzado a fundar la Institución Libre de Enseñanza). El crecimiento de las comunidades religiosas fue visto con tanto recelo por los liberales dinásticos que se llegó a promulgar la ley del candado, que lo limitaba.
En la Segunda República se instauró un Estado laico (prohibiendo, por ejemplo, a los religiosos ejercer la enseñanza y expulsando a los jesuitas). Después de la Guerra Civil, bajo la dictadura de Franco el Estado volvió a ser confesional, identificándose con el término nacionalcatolicismo.
Tras la proclamación de la Constitución Española en 1978, España es formalmente un Estado aconfesional, manteniendo relaciones con los distintos credos.

Ninguna confesión tendrá carácter estatal. Los poderes públicos tendrán en cuenta las creencias religiosas de la sociedad española y mantendrán las consiguientes relaciones de cooperación con la Iglesia católica y las demás confesiones.
Constitución Española, art. 16, 3

No obstante, ese mismo año el Estado español y la Santa Sede firmaron el Concordato de 1979, en que el Estado se comprometía a subvencionar al clero. En 2006 se llegó al acuerdo de destinar el 0,7% de los ingresos del IRPF). También le daba al clero una posición privilegiada en la enseñanza (obligación de los centros de ofertar la clase de religión católica, voluntaria para los alumnos, y financiación pública para la enseñanza concertada, en su mayor parte bajo el control de distintas organizaciones católicas).
En la actualidad se considera que la posibilidad de elección de centro educativo por los padres, forma parte de la carta de derechos de los ciudadanos, sin exclusiones ni discriminación por motivo de la orientación, religiosa o no, del centro elegido, por lo que en todo caso quedará a la decisión de los padres.[cita requerida] Por tanto se considera que el Estado debe velar por asegurar ese derecho.

#### Estados Unidos
Teóricamente en los Estados Unidos no pueden adoptar ninguna religión debido a la Primera Enmienda de la Constitución. Aunque existe Separación Iglesia-Estado, a partir de 1954, se empezaron a incluir referencias a Dios en varios símbolos de la república comenzando en dicho año con el Juramento de Lealtad al que se le añadió la referencia "al amparo de Dios" y posteriormente con la adopción de "In God We Trust" (En Dios confiamos) como uno de los lemas del país norteamericano. Aparte de la gran referencia a Dios y la religión, sobre todo en la fe cristiana, que se hace en multitud de ceremonias oficiales. Todo esto contradice la Primera Enmienda a la Constitución, en la que establece que "El Congreso no hará ley alguna con respecto a la adopción de una confesión religiosa".

#### Panamá
El artículo 35 de su Constitución declara: «Es libre la profesión de todas las religiones, así como el ejercicio de todos los cultos, sin otra limitación que el respeto a la moral cristiana y el orden público. Se reconoce que la religión católica es la de la mayoría de los panameños». Si bien reconoce a la religión católica como mayoritaria entre los panameños, no le da un estatus oficial.

#### Sri Lanka
El presidente J R Jayewardene le dio el primer lugar al budismo en 1978, aunque Sri Lanka es considerado por su Tribunal Supremo como un país secular.

#### Perú
En el Preámbulo de su Constitución (1993), se provee la misma «invocando a Dios todopoderoso». Asimismo, el artículo 50 declara su especial reconocimiento a la Iglesia Católica, como también su colaboración:

Artículo 50.º.- Dentro de un régimen de independencia y autonomía, el Estado reconoce a la Iglesia Católica como elemento importante en la formación histórica, cultural y moral del Perú, y le presta su colaboración.
El Estado respeta otras confesiones y puede establecer formas de colaboración con ellas.

Existe libertad de culto amparada en el artículo 2, inciso 3:

Artículo 2.º.- Toda persona tiene derecho: 
(...) 
3. A la libertad de conciencia y de religión, en forma individual o asociada. No hay persecución por razón de ideas o creencias. No hay delito de opinión. El ejercicio público de todas las confesiones es libre, siempre que no ofenda la moral ni altere el orden público

#### Bután
El artículo 3 de la Constitución, referido al Patrimonio espiritual, establece que los principios de Bután son los principios budistas de: el valor de la paz, la no violencia, la compasión y la tolerancia. Sin bien no establece al budismo como religión de Estado.

#### Comoras
La actual Constitución de las Comoras ha sido aprobada por referéndum 23 de diciembre de 2001 cambió el modelo de la República Federal Islámica de las Comoras por el de la Unión de las Comoras. Si bien la nueva Constitución quitó al islam como religión oficial los Presidentes deberán prestar juramento ante el Tribunal Constitucional por la fórmula: Juro por Alá, el Compasivo y Misericordioso de cumplir fiel y honestamente los deberes de mi cargo, para actuar sólo en el interés público y en el respeto a la Constitución. Al mismo tiempo sus sistema jurídico está basado en la Sharia (ley Islámica), el derecho continental (legado de la colonización francesa) y el consuetudinario.

## Otros casos
En 2022 Túnez aprobó su nueva carta magna. Aunque el islam ya no aparece como la religión del Estado como sí lo hacía en el artículo 1 de la Constitución de 2014, el artículo 5 de la nueva Constitución dicta que «Túnez es parte de la Umma Islámica y concierne solo al Estado trabajar para conseguir los propósitos del Islam».

## Comparación con otros modelos de relación Estado-religión
Paul Cliteur, catedrático de Jurisprudencia de la Universidad de Leiden, establece en su ensayo  Esperanto moral (2007) cinco modelos en la relación entre el Estado y la religión:
1. Estado ateo o ateísmo de Estado. Es la promoción estatal de la irreligión, no admite ninguna forma de religión o secta. Se establece a través de la destrucción de edificios religiosos (iglesias, mezquitas, sinagogas, templos hindúes, templos budistas, templos sintoístas, etc.), la quema de libros sagrados (Biblia, Corán y Torá), el encarcelamiento, la persecución o deportación de ministros religiosos y la prohibición total de la práctica religiosa, como es el caso de Corea del Norte.
2. Estado laico o irreligioso. El Estado no tiene una religión estatal y supone la nula injerencia de cualquier organización o confesión religiosa en el gobierno de un país, ya sea en el poder legislativo, el ejecutivo o el judicial.
3. Estado aconfesional o neutro colaborativo. El Estado no tiene una Iglesia oficial o religión de Estado, pero sí da importancia a las expresiones religiosas de su pueblo, que no sólo las protege, sino que las fomenta de forma equitativa entre los diferentes sectores religiosos presentes en su territorio. Este es un modelo reivindicado por los diferentes sectores religiosos que no tienen estatus de religión oficial.
4. Estado multirreligioso, pluriconfesional o con varias religiones oficiales. El Estado ayuda e incluso financia a varias religiones que reconoce como estatales y mantiene a sus clérigos, sus templos y sus actividades. Aunque se den casos de tolerancia religiosa, los beneficios para las religiones oficiales resultan en detrimento de las demás religiones presentes en el territorio.
5. Estado confesional o con religión oficial. Una Iglesia o religión ocupa un lugar destacado en tareas de gobierno y orden público. El Estado mantiene la Iglesia dominante a través de los impuestos de la población. Aunque se den casos en que también se toleran otras Iglesias, los derechos de la religión estatal menoscaban a los demás sectores religiosos que hacen presencia entre su población.
6. Teocracia o Estado unificado con la religión oficial. Una religión dominante es la que ocupa el poder en el gobierno. Por lo general, se establece como la única religión tolerada y todas las demás son suprimidas. Se aplican las leyes que conciernen a esa religión. Se mantiene en Europa en la Ciudad del Vaticano, el monte Athos y la Orden de Malta. También en gran parte de Oriente Próximo, como Arabia Saudita; se instauró en el poder en Irán desde 1979, en Marruecos el rey es a la vez líder político y religioso, en Pakistán se aplica la sharía, especialmente en zonas rurales, así como en Afganistán en dos ocasiones (el Estado Islámico y el primer Emirato Islámico en los años 1990 y el segundo Emirato Islámico desde 2021) y en algunas zonas mayormente musulmanas de Nigeria y Sudán. Aunque existen algunos países islámicos seculares como Turquía e Indonesia, en general el islam tiene una fuerte influencia política en gran parte de naciones de mayoría musulmana.

## Postura de la Iglesia Católica
La doctrina cristiana pretende que la vida religiosa tiene una dimensión social, cuya práctica a nivel público sería un derecho natural del hombre en su naturaleza espiritual, lo que implicaría que deba haber relaciones iglesia-estado para protegerla.
También, dentro de la antropología cristiana, con base en la concepción escolástica tomista del ser humano, la iglesia cree que el hombre es un ser concreto con naturaleza social e individual, no sólo determinada por la individualidad o la colectividad. Ello implicaría que toda religión que tenga pretensiones de ser verdadera, debería tener una dimensión social.
Según el Papa León XIII, una iglesia sin estado es como un alma sin un cuerpo, y viceversa, y llegó a afirmar la proposición, contra la revolución laicista, de que: "la religión es la expresión interior y exterior de la dependencia que debemos a Dios en el título de la justicia”, concluyendo que la religión es el fundamento necesario del sentido moral, y por lo tanto la base del orden social. Lo que en consecuencia, pretende la existencia de un deber cívico común de defender la religión contra "una escuela atea, que a pesar de las protestas de la naturaleza y de la historia, se esfuerza por despedir a Dios de la sociedad". Entonces, la fe cristiana no era simplemente un asunto del alma individual o de la sacristía, sino el principio arquitectónico de la sociedad humana y la sabiduría directiva de la política hacia sus verdaderos fines con el bien común. Dicha defensa de la tradición lo ponía en abierta oposición con la cultura moderna, y su humanismo secular, que intentaban consagrar las Revoluciones Liberales y las ideas Regalistas de las Monarquías Absolutistas (ambas condenadas).
Sin embargo, el Papa León XIII llegaría a criticar a concepciones del estado confesional extremadamente teocráticas y radicalmente clericales, provenientes de algunos grupos ultramontanos, los cuales convertirían a la sociedad civil en propiedad de la Iglesia, sin respetar la libertad del poder secular y la autonomía de las formas y procesos del orden político. El error de estos grupos hiper-conservadores residiría en la reducción del Estado al nivel de un mero medio, cuando es en sí mismo un fin para la doctrina católica (aunque sólo un fin intermedio). Ante ello, León XIII protestaría en nombre del orden natural, el cual implicaría la legítima libertad de la sociedad civil de ser simplemente sociedad civil, no eclesiástica en su totalidad, pues aquello viola la distinción de Iglesia y estado (cosa más cercana al islam político), que es una distinción en órdenes de realidad que están ciertamente relacionados, pero aún radicalmente discontinuos, como lo son la naturaleza y la gracia. Entre el orden inferior y el superior hay una desproporción absoluta, de tal manera que las cosas públicas y los métodos seculares del orden inferior (el estado) no pueden ser propiamente medios (en su esencia) para los fines del orden superior (la iglesia), ya que eso generaría una infravaloración del orden político (negando su capacidad de que pueda ser el medio de expresión de los ideales humanos naturales, verdades lógicas de bienestar social y público que se pueden descubrir a pesar de la Revelación cristiana, aunque su desarrollo teleológicamente se diera en la verdad católica), o también una sobrevaloración del orden político (atribuyéndole funciones de salvación que están fuera de proporción con su naturaleza, más allá del alcance legítimo de los medios y poderes a su disposición, lo cual traería el peligro de caer en el Cesaropapismo condenado por Roma). Por ende, enseñaría la Iglesia que la primera libertad de la sociedad civil es la libertad de ser bueno según su propia naturaleza distinta, como sociedad civil que gobierna la sociedad terrena (los asuntos de esta tierra temporal, razón de ser de la sociedad civil, tienen su propio valor), en tanto dicha libertad también debería respetar la de la sociedad eclesiástica en materia de fe y moral, buscando una co-operación dinámica para lograr la armonía de los dos poderes y de las dos sociedades en el Reinado social de Jesucristo, basándose en la Doctrina de las dos espadas del agustinismo político (que enseña que el poder temporal-secular es inferior en dignidad y fin, mas no por ello la superioridad del poder espiritual implica un absolutismo clerical), así como el Principio de subsidiariedad de la Doctrina social de la Iglesia, y contra la teoría de la Soberanía de la esfera social del protestantismo.
Además, en cuanto a los no creyentes, en estos no rige la ley divina, si no que rige la ley eterna, que se expresa en la ley natural, la cual puede ser cognoscible por la razón natural de los filósofos de todo el mundo, sean paganos o cristianos. Entonces, la ley moral es la misma para todos en ese aspecto, al ser la moral una realidad Metafísica de carácter objetivo, natural y universal a todos los hombres, que pueden conocerla incluso sin el auxilio de la revelación cristiana; no en tanto la ley para la relación con Dios, que es exclusiva de quienes tengan fe católica, que solo se accede a los que tuvieron la gracia de recibir la revelación del Dios verdadero de manera integra y sin distorsiones. Por ello, la iglesia enseña que está prohibido que los estados impongan a sus ciudadanos la "profesión de catolicidad", puesto que aquello es una invasión del ámbito de conciencia del ciudadano a-católico, el cual solo puede abrazar la fe de manera voluntaria en su consciencia, para así tener una conversión sincera; si no, sería un crimen a los derechos naturales de la persona humana por el Libre albedrío para seguir o no a Cristo, además de ser inmoral porque hacer peligra la salvación de las almas de los a-católicos, en tanto podrían sentir una injusta aversión por el evangelio. Entonces, se fundamenta la obligación del legislador católico para dar leyes católicas a la sociedad católica, no a sociedades fuera de su soberanía espiritual de la iglesia. Sin embargo, los no creyentes deberían abstenerse de incitar a la Apostasía de los católicos, o aquello podría ser un asunto de estado por hacer peligrar el bien público de las almas con polémicas.
Incluso, pese a la apertura de la iglesia con el mundo moderno en el Concilio Vaticano II durante el papado de Juan XXIII (sin por ello abandonar sus condenas a la Herejía modernista dentro de la Hermenéutica de la continuidad), en el documento Dignitatis humanae se reafirmaría la postura de la iglesia contrarias a un estado laico.

Los límites de la libertad religiosa
7. El derecho a la libertad religiosa se ejerce en la sociedad humana y, por ello, su uso está sujeto a ciertas normas que lo regulan.
En el uso de todas las libertades hay que observar el principio moral de la responsabilidad personal y social: en el ejercicio de sus derechos, cada uno de los hombres y grupos sociales están obligados por la ley moral a tener en cuenta los derechos de los otros, los propios deberes para con los demás y el bien común de todos. Con todos hay que obrar según justicia y humanidad.
Además, puesto que la sociedad civil tiene derecho a protegerse contra los abusos que puedan darse bajo pretexto de libertad religiosa, corresponde principalmente a la autoridad civil prestar esta protección. Sin embargo, esto no debe hacerse de forma arbitraria, o favoreciendo injustamente a una parte, sino según normas jurídicas conformes con el orden moral objetivo. Normas que son requeridas por la tutela eficaz de estos derechos en favor de todos los ciudadanos y por la pacífica composición de tales derechos, por la adecuada promoción de esta honesta paz pública, que es la ordenada convivencia en la verdadera justicia, y por la debida custodia de la moralidad pública. Todo esto constituye una parte fundamental del bien común y está comprendido en la noción de orden público. Por lo demás, se debe observar en la sociedad la norma de la libertad íntegra, según la cual, la libertad debe rconocerse al hombre lo más ampliamente posible y no debe restringirse sino cuando es necesario y en la medida en que lo sea. La educación para el ejercicio de la libertad
8. Los hombres de nuestro tiempo son presionados de distintas maneras y se encuentran en el pelibro de verse privados de su propia libertad de elección. Por otra parte, son no pocos los que se muestran propensos a rechazar toda subjección bajo pretexto de libertad y a tener en poco la debida obediencia.
Por lo cual, este Concilio Vaticano exhorta a todos, pero principalmente a aquellos que cuidan de la educación de otros, a que se esmeren en formar a los hombres de tal forma que, acatando el orden moral, obedezcan a la autoridad legítima y sean amantes de la genuina libertad; hombres que juzguen las cosas con criterio propio a la luz de la verdad, que ordenen sus actividades con sentido de responsabilidad, y que se esfuercen en secundar todo lo verdadero y lo justo, asociando gustosamente su acción con los demás.

Por lo tanto, la libertad religiosa se debe también ordenar a contribuir a que los hombres actúen con mayor responsabilidad en el cumplimiento de sus propios deberes en la vida social.
DECLARACIÓN DIGNITATIS HUMANAE SOBRE LA LIBERTAD RELIGIOSA